# Jägerhaus Ráby

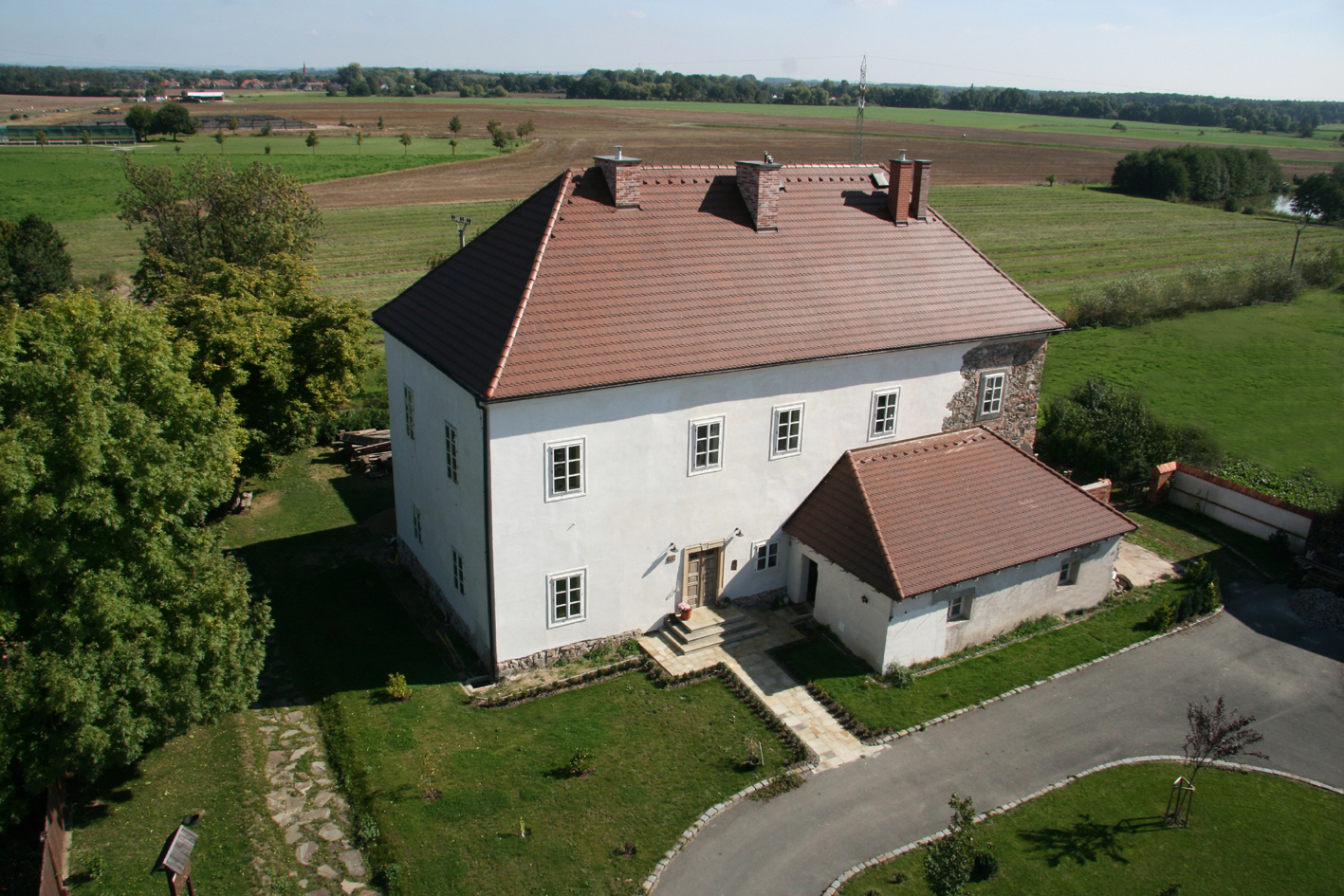
Jägerhaus Ráby, nach der Rekonstruktion

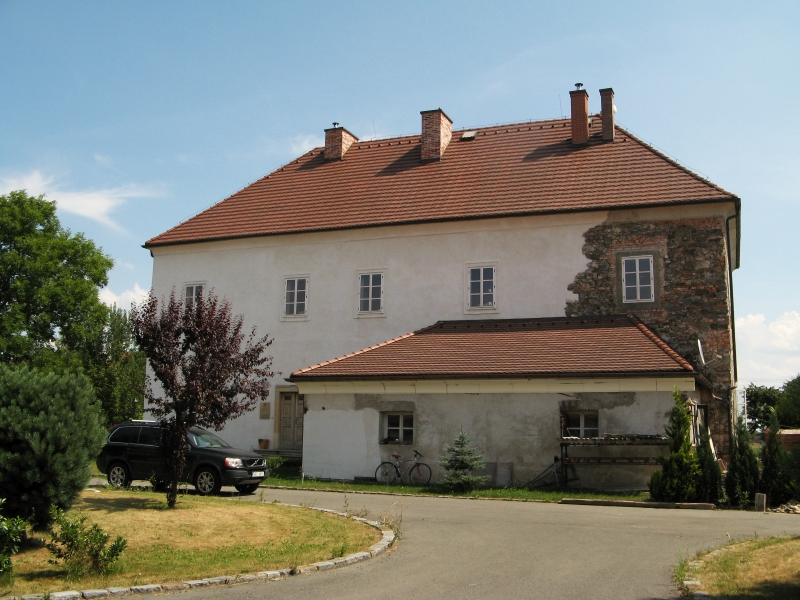
Vorderansicht

Das Jägerhaus Ráby, auch Jagdschlösschen Ráby ist ein ehemaliges Jagdschlösschen in der Gemeinde Ráby in Tschechien. Seit den 1990er Jahren kam es häufig zu Verwechslungen mit dem Ende des 19. Jahrhunderts am Hang der Kunětická hora errichteten Jagdschlösschen Ráby, das heute als Perníková chaloupka (Lebkuchenhäusel) vermarktet wird.

## Lage
Das Jägerhaus befindet sich im südlichen Teil des Dorfes Ráby.

## Beschreibung
Der ursprüngliche zweigeschossige Renaissancebau mit rechteckigem Grundriss war von einem großen Garten umgeben. Es besaß ein Terrakottaportal und Fensterlaibungen, da Obergeschoss war vermutlich gezimmert. Das Jägerhaus wurde im Laufe der Zeit im Stile des Barock und des Klassizismus umgestaltet. Zum Ende des 20. Jahrhunderts durchgeführte Umbauten führten zu einer architektonischen Verwüstung. Bei seiner Rekonstruktion wurde der Zustand vom Ende des 19. Jahrhunderts wiederhergestellt, wobei klassizistische Elemente aus dem Jahre 1873 erhalten wurden. Bedeutsam sind erhaltene Fragmente einer für die Mitte des 16. Jahrhunderts typischen Terrakottalaibung, die wahrscheinlich aus der Zeit des Wiederaufbaus nach dem Brand von 1538 stammt. Das Jägerhaus ist das älteste Gebäude im Dorf Ráby und als Kulturdenkmal geschützt.

## Geschichte
An der Stelle des Jägerhauses befand sich zu Beginn des 16. Jahrhunderts der zur Herrschaft Pardubitz mit Kunburg gehörige Hof Podhůrský dvůr mit einem ausgedehnten Hirschgarten. Im Jahre 1538 wurde der Podhůrský dvůr durch ein Feuer zerstört. An seiner Stelle ließ Johann von Pernstein um 1540 ein kleines Jagdschlösschen erbauen, das als Podhůrský bezeichnet wurde. Nachdem die Herrschaft königliches Eigentum geworden war, ließ die Kammerherrschaft Pardubitz das Jagdschlösschen im Jahre 1693 als Wohnhaus für den königlichen Forstmeister barock umgestalten. Dabei wurde auch das Obergeschoss gemauert. In dieser Zeit entstand die Bezeichnung Jägerhaus Podhůrský. Der Hirschgarten wurde 1778 aufhoben und nördlich des Jägerhauses das Dorf Ráby angelegt.
Nach dem Februarumsturz von 1948 ging das Jagdschlösschen in den Besitz der JZD über. Diese führte in den Jahren 1962 bis 1985 diverse unsachgemäße Umbauten durch, die den Charakter des Gebäudes völlig veränderten und es architektonisch entstellten. Im Jahre 1987 wurde schließlich die Abrissgenehmigung erteilt. Die veränderten Besitzverhältnisse durch die Samtene Revolution verhinderten den Abbruch, jedoch blieb das Gebäude dem Verfall überlassen. Im Jahre 2012 erfolgte die Rekonstruktion des Jagdschlösschens.